# Busche (gioco di carte)
Busche è un gioco di carte giocato con un mazzo di 40 carte di quattro semi (ad esempio con le Carte Piacentine). Giocano quattro persone individualmente e perde chi prende più punti. Il gioco è una variante del Tresette in cui lo scopo è prendere almeno un punto, facendo però meno punti di tutti gli altri giocatori.

## Svolgimento della partita
Una partita è divisa in più giri. Un giro inizia con un mazziere che distribuisce tutte le carte ai giocatori (10 a testa) quindi il giocatore alla  destra del mazziere inizia la mano. Si gioca sempre in senso antiorario, a turno i giocatori giocano una carta e chi si aggiudica la mano inizia quella successiva. Si procede in questo modo fino a che tutte le carte non sono finite al che si procede con l'assegnazione delle busche. Chi perde diventa il mazziere del giro successivo e si procede fino al superamento del limite di busche.

## Regole del gioco
Nel gioco delle busche è obbligatorio rispondere a seme, ovvero si deve calare una carta dello stesso seme della prima giocata nella mano. Se non si ha nessuna carta del seme richiesto è possibile giocare qualunque altra carta.
Quando tutti hanno scartato la loro carta, colui che ha risposto al seme e ha giocato la carta con valore di presa più alto si aggiudica la mano e prende tutte le carte poste sul tavolo e le ripone (coperte) davanti a sé; sarà poi lui ad iniziare la mano successiva e a decidere il seme di mano.
I valori di presa sono nell'ordine: 3, 2, Asso, Re o 10, Cavallo o 9, Fante o 8, 7, 6, 5 e 4.
Ad esempio se nell'ordine viene giocato 7 di spade, 2 di spade, 3 di bastoni e Asso di spade, sarà il secondo giocatore con il suo 2 di spade ad aggiudicarsi la mano.
Dopo dieci mani i giocatori hanno esaurito le carte e si chiude quindi il giro. Si procede al conteggio dei punti e delle busche prima di cominciare con un nuovo giro.
Le busche si sommano nel corso dei giri e sono il punteggio di ogni giocatore nella partita. La partita termina quando un giocatore supera le 20 busche oppure quando due giocatori passano le 10 busche. Il giocatore/i che supera le busche massime perde, mentre gli altri giocatori sono i vincitori.
Durante il gioco non si può parlare suggerendo cosa giocare.

## Conteggio dei punti
Alla fine del giro si contano i punti presenti nelle carte aggiudicate da ciascun giocatore. Colui che ne ha di più perde e si prende le busche. Se però uno o più giocatori non si aggiudicano neppure una mano (non hanno "coperto") perdono automaticamente.
I valori delle singole carte sono:
- Re o 10, Cavallo o 9, Fante o 8, 3 e 2: 1 punto
- Asso di spade, bastoni e coppe: 3 punti
- Asso di denari: 8 punti
- Presa dell'ultima mano: 3 punti aggiuntivi

Quindi nel mazzo ci sono in totale 40 punti.
Quando tutti i giocatori hanno contato i punti delle mani che si sono aggiudicati, solamente quello che ha il punteggio più alto prende le busche, secondo questo criterio:
- fino a 18 punti - 1 busca
- da 19 a 22 punti - 2 busche
- 23 punti - 3 busche
- 24 punti - 4 busche
- 25 punti - 5 busche
- e così via fino a 40 - 20 busche

Se due o più giocatori hanno pari punteggio finale, prendono entrambi le busche dovute.
Se uno o più giocatori non hanno coperto, invece, le busche si contano nel modo seguente:
- 1 giocatore non copre - 2 busche
- 2 giocatori non coprono - 4 busche a testa
- 3 giocatori non coprono - 8 busche a testa

## Busche extra
Una busca extra viene data a chi, volontariamente o involontariamente:
- Non risponde a segno avendone la possibilità
- Sbaglia a distribuire le carte
- Cala la carta quando non è il suo turno

## Tecniche
Nel gioco delle busche è di fondamentale importanza tenere a mente le carte che sono scese nelle mani precedenti dal momento che è facile distrarsi e trovarsi in condizione di non riuscire a coprire o di aggiudicarsi forzatamente tutte le mani rimanenti. Ad esempio se sono già scese sei carte di bastoni e in mano si possiedono le rimanenti 4 e solo quelle e si è primi di mano, nessuno potrà rispondere a bastoni e ci si aggiudicherà automaticamente tutte le ultime mani che sono di norma le più pesanti. Un occhio particolare va dato ai denari in quanto l'asso di denari, chiamato anche "Pita" o "Pitocco", vale ben 8 punti. Proprio per questo motivo spesso questa carta è chiamata "l'oleosa".
Se dopo qualche mano si nota che uno o due giocatori sono in difficoltà e non hanno coperto, gli altri possono giocare in modo da lasciarli scoperti cercando di aggiudicarsi tutte le mani rimanenti.